# Sepp Hobiger
Sepp Hobiger (* 1. März 1920 in Eichberg; † 3. September 1975 ebenda) war ein österreichischer Politiker (ÖVP), Landwirt und Mundartdichter. Hobiger war von 1954 bis 1959 sowie von 1960 bis 1964 Abgeordneter zum Landtag von Niederösterreich.

## Leben
Hobiger besuchte zunächst die Volksschule und wechselte danach an eine Hauptschule. Nach seinem Hauptschulabschluss besuchte er landwirtschaftliche Kurse und war beruflich als Landwirt in Eichberg tätig.

## Politik
Politisch engagierte sich Hobiger ab 1955 als Gemeinderat, zudem war er nach der Bildung der neuen Großgemeinde von 1967 bis 1970 Vizebürgermeister in Großdietmanns. Hobiger vertrat die Österreichische Volkspartei zwischen dem 10. November 1954 und dem 4. Juni 1959 sowie vom 10. März 1960 bis zum 19. November 1964 im Niederösterreichischen Landtag.